# Уланэргинское сельское муниципальное образование
Уланэргинское сельское муниципальное образование — сельское поселение в Яшкульском районе Калмыкии.
Административный центр — посёлок Улан-Эрге.

## География
Уланэргинское СМО расположено в западной части Яшкульского района.
Уланэргинское СМО граничит на северо-востоке с Чилгирским и Элвгинским, на юго-востоке и юге — с Гашунским СМО Яшкульского района Калмыкии, на юго-западе — с Оргакинским СМО Ики-Бурульского района Калмыкии, на западе — с Вознесеновским и Ики-Чоносовским СМО, на севере — с Ялмтинским СМО Целинного района Калмыкии.
Гидрография
Территория поселения дренируется небольшими реками и водотоками, которые принадлежат к бессточным бассейнам и летом пересыхают, образуя отдельные плесы. Реки района отличаются высокой минерализацией (свыше 1000 мг/л). Основные реки — Яшкуль и его приток Элиста. На последней создано Улан-Эргинское водохранилище.
Почвы
Основной тип почв, распространенный на территории Уланэргинского СМО — каштановые почвы, которые залегают, в основном, в комплексах с солонцысолонцами.

## Население
| 2002 | 2010 | 2011 | 2012 | 2013 | 2014 | 2015 |
| ---- | ---- | ---- | ---- | ---- | ---- | ---- |
| 1029 | ↘940 | ↗944 | ↘934 | ↘902 | ↘886 | ↗907 |
| 2016 | 2017 | 2018 | 2019 | 2020 | 2021 |      |
| ↘904 | ↘898 | ↗907 | ↗925 | ↘912 | ↗927 |      |

### Национальный состав
Основную часть населения составляют представители 3 этносов: калмыки (52,9 %), русские (28,6 %) и даргинцы (8,1 %).

## Состав сельского поселения
В состав сельского поселения входят 3 населённых пункта
| № | Населённый пункт | Тип населённого пункта          | Население |
| - | ---------------- | ------------------------------- | --------- |
| 1 | Дружный          | посёлок                         | ↘17       |
| 2 | Кёк-Нур          | посёлок                         | ↘0        |
| 3 | Улан Эрге        | посёлок, административный центр | ↘919      |

## Экономика
Отраслевая структура экономики Уланэргинского СМО имеет моноотраслевой характер. Основу экономики составляет сельское хозяйство, которое составляет ведущая отрасль — животноводство со специализацией на овцеводстве. На территории поселения действуют СХА «Улан-Эрге», крестьянско-фермерские хозяйства и личные подсобные хозяйства.

## Транспортная инфраструктура
Территорию поселения пересекает федеральная автодорога Р216 (Астрахань — Элиста — Ставрополь). От автодороги имеется асфальтированный подъезд к посёлку Улан-Эрге (3 км). Также по территории СМО проложена автодорога Чилгир — Улан-Эрге (26,5 км). Подъезды с твёрдым покрытием к посёлкам Дружный и Кёк-Нур отсутствуют.